# راینهارد هاوف
راینهارد هاوف (آلمانی: Reinhard Hauff؛ زادهٔ ۲۳ مهٔ ۱۹۳۹) یک کارگردان، فیلم‌نامه‌نویس، و تهیه‌کننده اهل آلمان است. فیلم او استام‌هایم برنده خرس طلایی از جشنواره فیلم برلین شده است.